# 半衰期 (游戏)
《戰慄時空》（中国大陆又译作）是Valve公司開發的科幻类型第一人称射击游戏，1998年由雪乐山公司出版發行。遊戲使用基于雷神之锤II引擎修改的GoldSrc引擎。遊戲最初版本只可在Windows系统運行，后来被移植到索尼的PlayStation 2平台上。玩家扮演理論物理學家戈登·弗里曼，由於一次的實驗失敗，玩家需要一处秘密研究所“黑山基地”逃出生天。
作為Valve開發的第一款遊戲，《戰慄時空》在發行前普遍不被遊戲業界看好，認為遊戲劇情「太有野心」。Valve曾因此找不到出版商接手，直到雪樂山公司因為對於3D動作遊戲有興趣而簽下遊戲的版權。后来Valve又為其开发了三个资料片《戰慄時空：针锋相对》、《戰慄時空：蓝色行动》和《戰慄時空：衰变》，并将其知名游戏模组《反恐精英》、《決勝之日》等独立开发为游戏。
遊戲發售時，很多遊戲評論家都欣賞遊戲的整體表現，更獲得超過51個年度最佳遊戲獎項的殊榮。遊戲的玩法對第一人称射击影響深遠，更被稱為史上最優秀的遊戲。2004年11月16日，《戰慄時空》銷售量達800萬套。2006年7月14日，《戰慄時空》系列總共賣出超過2000萬套。而根據GameSpy統計，《戰慄時空》是最多人玩的線上遊戲（包括MMORPG），其次是《戰慄時空2》。

## 遊戲玩法

在這個場景中，玩家需要找準時機躲避武裝直升機與炮塔的火力並通過控制塔關閉大壩的槳葉，方可到達大壩的淺水一側。

《戰慄時空》是一款第一人稱射擊遊戲，玩家需要戰鬥和解決不同的謎題才能過關。異於同時期的同類遊戲，《戰慄時空》使用劇本分鏡幫助帶出劇情重點，給玩家觀看一些小事件如怪物破門而入令玩家瞭解接下來的發展。但當時大部分第一人稱射擊遊戲都使用分鏡表示劇情。《戰慄時空》全程使用劇本分鏡，同時保留玩家的控制權，因此，遊戲中從未聽到主角說話或看到他的樣子。 《戰慄時空》以章節而非關卡作連結，遊戲過程是連貫的（除了loading的時候）。
遊戲中玩家必須穿著H.E.V防護衣，防護衣最大的特點就是能夠減緩槍擊、輻射、熱能等對於人體的傷害。遊戲畫面左下方會有生命值、防護衣能量、彈藥庫存顯示，玩家可透過急救站和能量幫浦來補充生命值與能量，另外在特定的地點也會放置急救包、防護衣能量補給、武器彈藥，而許多的木箱藏有上述物品，玩家可用鐵撬打碎木箱來獲得補給。
遊戲內會有考驗智力的難題，例如傳送帶迷宮。某些頭目不能被普通武器殺死，需要利用特殊設施才能消滅。遊戲後期，玩家得到H.E.V防護衣的長距離跳躍配備，可以令玩家跳得更遠更快，此元素也被用来考驗智力。
大部分時間，主角都是獨自戰鬥，但有時會得到非玩家角色的幫助，他們主要是研究所的保安和科學家。这些人可幫助打擊敵人、提供情報、區域移動等等。遊戲內有一系列的敵人，其中有怪物如「猎头蟹」，人類敵人如「HECU陸軍」（為封口要殺光研究所的人）。遊戲分三種難度：簡單、中等、困難，難度越高，武器的殺傷力越低，而敵人的血量越多。
《戰慄時空》內有多種武器，其中鐵撬是該遊戲的代表性武器，可用来攻擊和清除擋路物。遊戲亦有大量傳統武器，如格洛克17手槍、SPAS-12戰鬥霰彈槍、掛載有榴彈發射器的HK MP5冲锋枪、Colt Python .357 Magnum左輪手槍、火箭炮，還有一些奇特武器如弩、異形武器、磁軌砲和膠子槍。

## 概要

### 背景設定
遊戲設定主要在新墨西哥州沙漠內的黑色高地研究所，這是一個綜合設施，近似洛斯阿拉莫斯國家實驗室和51區。時間是200-年5月5日－15日。主角是理論物理學家戈登·弗里曼，他是實驗物理學學會和因斯布魯克大學的畢業生，同時是麻省理工學院的理論物理學博士。然而在一次異常物質實驗中，卻意外引發「串連共振」（Resonance Cascade）現象，同時開啟地球與外星星球Xen之間的傳送門，致使Xen的生物被傳輸到了地球。（黑色高地事故）
當弗里曼正努力逃出研究所為傷害找尋幫助時，發現自己被兩股勢力追殺：敵對異形和「危險環境戰鬥部隊」，是一隊為清除所有異形和殺光研究所的人滅口而派遣的美國海軍陸戰隊之特殊作戰部隊。另外，有一位神秘的中年男人G-Man間中出現，似乎在監視弗里曼。最後，弗里曼透過所有倖存的科學家和保安的幫助去到黑色高地的Lambda綜合設施（標誌是λ），目的是前往Xen找出關閉傳送通道的方法。（其實Xen生物都是善良的，而它們是被控制的：何況人類盜取晶石，增加了對人類的憤怒，戰爭也是因為這樣開始的。）
劇情靈感最初來自id Software開發的遊戲《毀滅戰士》、《Quake》、Capcom開發的《惡靈古堡》、史蒂芬·金的小說《迷霧驚魂》和電視劇《The Outer Limits》的一集《The Borderland》。而最後則由Valve聘僱作家馬可·雷德洛（Marc Laidlaw）開發整體的劇情。 

## 主要情節
玩家所扮演的戈登·弗里曼是黑色高地研究所聘僱的理論物理學家。遊戲開始時，弗里曼透過所內的運輸系統準備前往異常物質實驗室工作。在这期间弗里曼從科學家們的對話得知電腦系統錯誤複雜化了，他需要穿著H.E.V防護衣才可以去實驗室幫助年長科學家做實驗。弗里曼被要求推樣品進行掃瞄激光分析，卻意外的引發了「串聯共振」現象，并開啟了Xen和地球之間的通道，导致大量外星異形入侵研究所。弗里曼被傳送到Xen上的不同地點，看到不同的異形後昏倒。
弗里曼在受到破壞的異常物質實驗室醒來，在殘骸中蹣跚而行，周圍都是科學家和保安的屍體。在發現倖存者後，弗里曼得知實驗室內部已經與外部斷絕連繫，他必須去地面求援。在步過黑色高地設施的殘骸和抵擋異形的攻擊時，高登從沿途倖存者中得知救援部隊很快到來，卻發現黑色高地已被政府所派出的「危險環境戰鬥部隊」佔領，而且為補救和滅口，不停殺死異形和科學家。 弗里曼为到達地面需要與部隊戰鬥，并在此得知Lambda研究團隊有方法解決問題，弗里曼決定去Lambda綜合設施幫助他們。
玩家在遊戲中需解決一些任務，如利用火箭引擎殺死正在快速生長的觸手怪物、乘坐軌道運輸系統去發射衛星火箭以逆轉「串聯共振」引發的結果、打擊神秘黑衣刺客部隊。在《戰慄時空：關鍵時刻》中，身為主角的警衛巴尼·卡漢看到弗里曼被軍隊捉到，然而弗里曼在被垃圾壓縮機壓扁前成功逃脫了。他到黑色高地內的秘密設施时發現了大量研究用的Xen生物，得知原來這一切都是政府的預謀，而他們都成為了犧牲品。
弗里曼再一次抵達變成戰場的地面，此時人類軍隊與Xen異形部隊兩股勢力互相交戰。人類軍隊節節敗退，虽請求增援却无力扭轉頹勢。在攀過山崖、炸毀一些建築物，同時避開兩方敵人的攻擊後，最後弗里曼抵達一個較安全的地下。
由於無法抵擋異形的攻擊，軍隊決定撤退並且開始空襲，而弗里曼則透過地下水道避開異形和軍隊的攻擊。在经过诸多努力後，戈登終於到達了Lambda綜合設施，並遇到一名科學家。他得知關閉「串聯共振」的火箭失敗了，原因是有某種強大力量正在抵抗。弗里曼必須消滅力量來源才可以關閉地球與Xen間的傳送通道。科學家啟動傳送器，把他成功的送到Xen。
在這个奇怪的世界內，戈登遇到很多在黑色高地看過的異界物種，還有一些科學家的屍體。玩家要對付類似大型的食腦蟲的頭目Gonarch。當他到達一個異形營時，戈登遇到一個用来生產Alien Grunt軍隊的大型異形設施。最後，他找到了一個大型傳送點。
在一個廣闊的洞穴內，戈登与Xen的最大頭目Nihilanth进行对决。而Nihilanth死後開始爆炸，弗里曼的意識被奪走。他醒來後發現身上的武器都被拿走了，眼前站著一位中年西裝男人G-Man。他們身在Xen的某处，G-Man對弗里曼表示欣賞，之後開始解釋說他的雇主相信弗里曼有無限的可能性，因此聘請弗里曼幫助他們。最後一次傳送后玩家来到了開始時的吊車，但周圍以宇宙時空為背景。如果玩家拒絕受聘，G-Man會開始傳送戈登去一堆怪物前（他身上完全無武器）同時說：「不要後悔，弗里曼先生」之後黑幕降臨，只寫著「實驗對象 弗里曼。狀態：排除許可」；如果玩家以步入傳送門表示接受受聘，會發現自己浮游於虛無之中，聽見G-Man的最後一句「聰明的選擇，弗里曼先生。我還會找你。」這次寫著的是「實驗對象 弗里曼。狀態：已受聘，工作待命」

## 遊戲開發
《戰慄時空》是Valve開發的第一部作品，该公司於1996年由微软前雇員麥克·哈靈頓和加布·紐維爾創立。他們以動作遊戲為目標，对了id Software授權的雷神之錘引擎进行了诸多改造，Valve對引擎作出很大的改造，並且以骨骼動畫和Direct3D作为技術支援。一名遊戲開發者在《電腦加速雜誌》中透露70%的引擎腳本都被改寫了。公司最初在找出版商方面有困難，因為業界普遍認為以一個剛剛進軍動作遊戲產業的新工作室來說，他們的計劃太有野心。不過當時雪樂山對於製作立體動作遊戲非常有興趣，特別是以雷神之錘引擎為基的遊戲，於是便與他們簽了為期一款遊戲的合約。
戰慄時空（Half-Life）最初原定名為「Quiver」，名字靈感來自於史蒂芬·金小說《迷霧驚魂》的Arrowhead軍事基地。加布·紐維爾解釋說最終選擇「Half-Life」（物理學上代表半衰期）是因為它与遊戲的主題相符却不陳腐；而该名又和希臘字母 λ（lambda）相呼應于一個希臘標誌，因为λ代表著半衰期中的一條數式衰退常數。根據開發者之一的哈瑞·泰斯利所說，《毀滅戰士》對《戰慄時空》制作團體有很大影響，開發團隊希望《戰慄時空》「像毀滅戰士一樣可怕」。
1997年初，《戰慄時空》第一次在E3展亮相，遊戲展示了其動畫系統和人工智慧，並且造成轟動。Valve公司於1997年8月聘請了科幻作家馬可·雷德洛設計遊戲角色和關卡，音效则由凱力·貝利構思。《戰慄時空》本來預定於1997年底發售并與《雷神之錘II》競爭，但由於Valve認為遊戲尚需重大修改而延遲。
在2003年的遊戲雜誌《Edge》的專題「Making Of」中，紐維爾透露了早期關卡設計的困難。在開發團隊絕望时，有個關卡集合了團隊想到的所有武器、敵人、劇本事件，因而工作團隊決定繼續將遊戲完成，并在下一年發售前完成所有的人工智慧和關卡。1998年E3展中，《戰慄時空》獲得遊戲出版品獎（Game Critics Awards），包括「最佳電腦遊戲」和「最佳動作遊戲」。遊戲的發行日期推迟了不少次，直到1998年11月才正式發行。
《戰慄時空》的展示版於1999年2月12日推出，命名為《Half-Life: Uplink》，展示了《戰慄時空》中一些武器和非玩家角色。遊戲時間設定48小時，《Uplink》大量展示了《戰慄時空》在開發時期被剪掉的關卡場景。

### 名字
《戰慄時空》和它的資料片都以科學詞彙命名。英文一词的原意是物質的半衰期，即放射性物質衰變到本身一半的時間。小写的希臘字母λ被作為遊戲的標誌，代表半衰期方程中的衰减常数，同時也是遊戲中Lambda綜合設施的標誌。《戰慄時空：正面交鋒》（Half-Life: Opposing Force）名字來自於牛頓運動定律，同時代表玩家將會扮演原作主角的敵人。《戰慄時空：關鍵時刻》（Half-Life: Blue Shift）則以電磁波蓝移為名。在《戰慄時空：衰变》（Half-Life: Decay）中，再次以λ作為遊戲標誌。
在中国大陆，该游戏曾被代理商翻译为“半条命”，该译名也成为了在中国大陆普遍传播的译名，直到《半衰期：爱丽克斯》公布后，游戏的官方译名更改为“半衰期”。

### 遊戲平台
《戰慄時空》由Gearbox Software移植到PlayStation 2并於2001年發售。PS2版對武器、角色等都作出大修改，且有更多的困難關卡并了又普及幾何化。之後又增加了肉搏戰合作玩法的《戰慄時空：衰變》，玩家可扮演黑色高地的克羅絲和葛林教授。此外还可使用USB滑鼠和鍵盤进行操控。
遊戲的Dreamcast和Macintosh版本都已制作完毕，但并未发售。Dreamcast版的內容曾在網上流傳和下載，遊戲內的模組與高品質包（High Definition Pack）的相同。
2000年底時，Gearbox Software與Valve簽約預定要發售《戰慄時空》的Dreamcast版。在2000年的歐洲電腦貿易展（European Computer Trade Show），參展民眾可以在發行商的攤位進行試玩，而Gearbox的蘭迪·彼奇福、布萊恩·馬托也為了此來到現場，可是Dreamcast版最终還是沒有發售。雪樂山宣布Dreamcast版由於「市場狀態正在改變」而取消發售。
同年，雪樂山在2001年E3展示了PlayStation 2版，該版本在同年10月底於北美出售，一個月後於歐洲出售。几乎与此同时，原本預計只在Dreamcast平台發售的《戰慄時空：關鍵時刻》卻在Windows平台發行。

## 續作與衍生作品

### 資料片
PC平台發行的資料片有兩款：《戰慄時空：正面交鋒》（1999年）和《戰慄時空：關鍵時刻》（2001年）。《戰慄時空：正面交鋒》發生的時間與原作一樣，地點都是黑山高地，但是主角為被派去清理事故的HECU軍人阿德里安·謝潑德。該作展示了一些新武器和非玩家角色（敵對和已方皆有）．還有原作中沒出現的設施，不過該作比原作少8章。
第二款資料片《戰慄時空：關鍵時刻》帶玩家再一次去到黑山高地，這次玩家扮演研究所的保安巴尼·卡洪。本來該作預期以作為Dreamcast版內的獎勵關卡發行。該作包含高品質包裹，玩家可借此更新《戰慄時空》、《正面交鋒》，包裹內容大大改善了人物與武器外形。《關鍵時刻》的內容又比《正面交鋒》少，很多都已在原作重複出現過。
《戰慄時空：Decay》是Gearbox製作的另一個資料片，只在PlayStation 2平台上運行(也可以在電腦上運行)。該作新增了玩家合作系統。
2000年，集合包《Half-Life: Platinum Pack》開始發售，收錄了《戰慄時空》、《絕對武力》、《絕地要塞》和《戰慄時空：正面交鋒》。2002年，該集合包以新名字《Half-Life Platinum Collection》和《Half-Life: Generation》再度發售，這次多收錄了《戰慄時空：關鍵時刻》。2005年，《戰慄時空》選集發行，收錄必須使用Steam才可以玩的遊戲：《戰慄時空》、《戰慄時空：正面交鋒》、《戰慄時空：關鍵時刻》和《絕地要塞》。

### 續集
續作《戰慄時空2》本來被舆论认為是虛假傳言，直到2003年5月E3大肆宣傳下該遊戲才再一次進入玩家的視野。黑山研究所事件數年之後，來自Xen行星的外星入侵在弗里曼消滅Nihilanth之後逐漸緩和了下來，但是之後卻出現了新的威脅─擁有生化高科技的合成人開始侵略世界，沒有人知道這些軍隊是從哪裡來的，不過這場被稱為七小時戰爭的戰役僅僅經過了七個小時就結束了。科技相差懸殊的人類在合成人的攻擊下節節敗退，最後前黑色高地總管华莱士·布林擅自代表人類投降於合成人，全人類被迫屈服于合成人的高壓統治。主角高登·弗里曼再次重拾他的鐵撬，將帶領人類推翻合成人的暴政。該作在一再的延期跳票和与源代码被盗事件后，終於在2004年11月16日發行。

《戰慄時空：起源》內水壩場景，以Source引擎表現的水面更勝於原作。

為展示Source引擎的效能，Valve以此製作了《戰慄時空》的重製版《戰慄時空：起源》和《絕對武力：次世代》。《戰慄時空》是直接移植的，完全沒有新加元素。不過在著色器的幫助下，水的效果非常真實，模仿現實物理的地心引力也十分出色。
《戰慄時空：次世代》被批評沒有使用Source引擎的特有效果，而且又重用原作的圖像資源等。因此，有獨立遊戲開發者使用Source引擎重製《戰慄時空》并命名《Black Mesa》，最後於2012年9月14日釋出。
2005年6月10日，Valve用Steam新聞公告將推出《戰慄時空》多人戰鬥模式的Source引擎重製版，發售日不明，只說「幾星期之後」。最後該作終於7月2日發售。
2006年6月1日，《戰慄時空2首部曲：浩劫重生》發行。這是《戰慄時空》三部曲中的第一部，2007年10月10日，《戰慄時空2：二部曲》被收錄在橘盒的五合一遊戲包中發行。

### 遊戲模組
自1998年推出至今，雖然在細節上《戰慄時空》得不到Valve的更新支援，但卻得到不少獨立遊戲開發者的支援。Valve Hammer Editor是一個包含在遊戲軟件內的關卡設計開發工具。遊戲附送的說明書寫到Valve Hammer Editor將會成為零售產品，但該計劃從未實現。Valve還推出了一套軟體發展套件，使開發者可以自由修改遊戲內容和創造遊戲模組。兩套工具都在1.1.0.0版中大大更新，而很多輔助軟體也都隨之更新。
一套為《戰慄時空》設計的軟體發展套件可以用來開發很多多人遊戲模組，如《絕對武力》、《絕地要塞》、《決勝之日》、《物競天擇》。有些模組由Valve內部人員開發製作，還有些則被Valve買下，其開發者也被Valve聘僱，最好的例子是《絕對武力》。另外還有一些單人遊戲模組，如《USS Darkstar》、《The Xeno Project》、《Edge of Darkness》、《Half-Life: Absolute Redemption》、《They Hunger》、《Poke646》等。
一些模組最後變為零售遊戲，其中《絕對武力》最為成功，已成為最暢銷的線上遊戲（2000年）。衍生版本包括資料片《絕對武力：一觸即發》、使用Source引擎重製的《絕對武力：次世代》。《絕地要塞》、《決勝之日》和《Gunman Chronicles》都曾以零售形式推出。

## 評價
《戰慄時空》自發行以來，不論是在玩家反應、遊戲評價、銷售量都創佳績。至2004年11月16日，銷售量已達800萬套。2008年時，銷售量突破930萬套。本作獲得50個以上的年度最佳遊戲獎項。
《戰慄時空》佳評如潮，在Metacritic中得到96的高分。IGN形容遊戲設計為精心傑作（a tour de force），第一人稱射擊遊戲的代表作，並且稱《戰慄時空》為史上最具影響力電腦遊戲。GameSpot評其為幾乎為遊戲業界帶來革命的作品。2007年，在GameSpot的史上最偉大遊戲列表中，《戰慄時空》上榜。2004年，GameSpy舉行了史上最偉大遊戲的讀者投票，《戰慄時空》以壓倒性勝出。在1999年11月、2001年10月和2005年4月，《戰慄時空》被PC Gamer列為「史上最偉大遊戲」。《戰慄時空》系列的受歡迎程度衍生了大量周邊產品和收藏品，Valve推出許多周邊產品如遊戲中怪物的食腦蟲毛絨娃娃、海報、衣服、鼠標墊等。
許多遊戲評論認為遊戲的劇情體驗以及角色與環境的互動方式為類型遊戲帶來革命性改變。Allgame說道：「在如今你已很難看到革新類型的遊戲，但《戰慄時空》正是如此。」Hot Games稱讚遊戲的真實性，說道：「劇情是如此得讓人投入，以至於其他遊戲與其相比下黯然失色」。Gamers Depot認為「如今尚未有任何遊戲能比《戰慄時空》更讓人投入。」
除了遊戲好評之外，也有些評論對遊戲有些許的抱怨。The Electric Playground認為《戰慄時空》是「讓人投入以及迷人的遊戲」，但只認為前半部的遊戲有此魅力，後半部的遊戲太快達到高潮。
《戰慄時空》獲得一項金氏世界紀錄－「有史以来销量最好的第一人称射击游戏」。

## 外部連結
- 官方网站